# Boryaceae
Las boryáceas (nombre científico Boryaceae) son una familia de plantas monocotiledóneas xeromórficas nativas de Australia, la inflorescencia tiene escapo e involucro, pero las flores son difíciles de distinguir. La familia fue reconocida por sistemas de clasificación modernos como el sistema de clasificación APG II del 2003 y el APWeb (2001 en adelante), que la consideran monofilética luego de realizados los análisis moleculares de ADN correspondientes.
Borya es una planta arborescente y es típicamente una planta reviviscente ("resurrection plant") que se encuentra en las pendientes rocosas. Durante la estación seca estas plantas se resecan y se vuelven de un color anaranjado óxido, pero rápidamente se vuelven verdes y activas una vez empieza a llover.

## Filogenia
Las relaciones de Boryaceae con el resto de las familias de Asparagales permanecieron poco claras durante mucho tiempo. Las boryáceas son micorrícicas, pero no como las orquídeas, sino que sus micorrizas son del tipo estandarizado vesicular-arbuscular (VA). Previamente se llegó a pensar que Boryaceae era un miembro de Anthericaceae (Dahlgren et al. 1985, Takhtajan 1997), una familia que demostró ser extremadamente polifilética (Chase et al. 1996). La ubicación de Orchidaceae como hermana de todo el resto de Asparagales le da un sustento más o menos importante a la ubicación de Boryaceae como hermano del clado que incluye a Blandfordiaceae. Rudall (2003a) también sugirió una relación morfológica cercana entre Boryaceae y Blandfordiaceae. Sin embargo hay que tener en cuenta que si bien hay buen apoyo en el árbol de Chase et al. (2006) para posicionar a Orchidaceae como hermano de todas las demás Asparagales, Boryaceae está ubicado inmediatamente por encima del clado que incluye a Blandfordiaceae, si bien con muy bajo apoyo.

## Taxonomía
Los géneros, conjuntamente con su publicación válida, distribución y número de especies se listan a continuación (Royal Botanic Gardens, Kew):
- Alania Endl., Gen. Pl.: 151 (1836). SE. de Australia. 1 especie.
- Borya Labill., Nov. Holl. Pl. 1: 81 (1805). Australia. 11 especies.